# Дестини (модуль МКС)

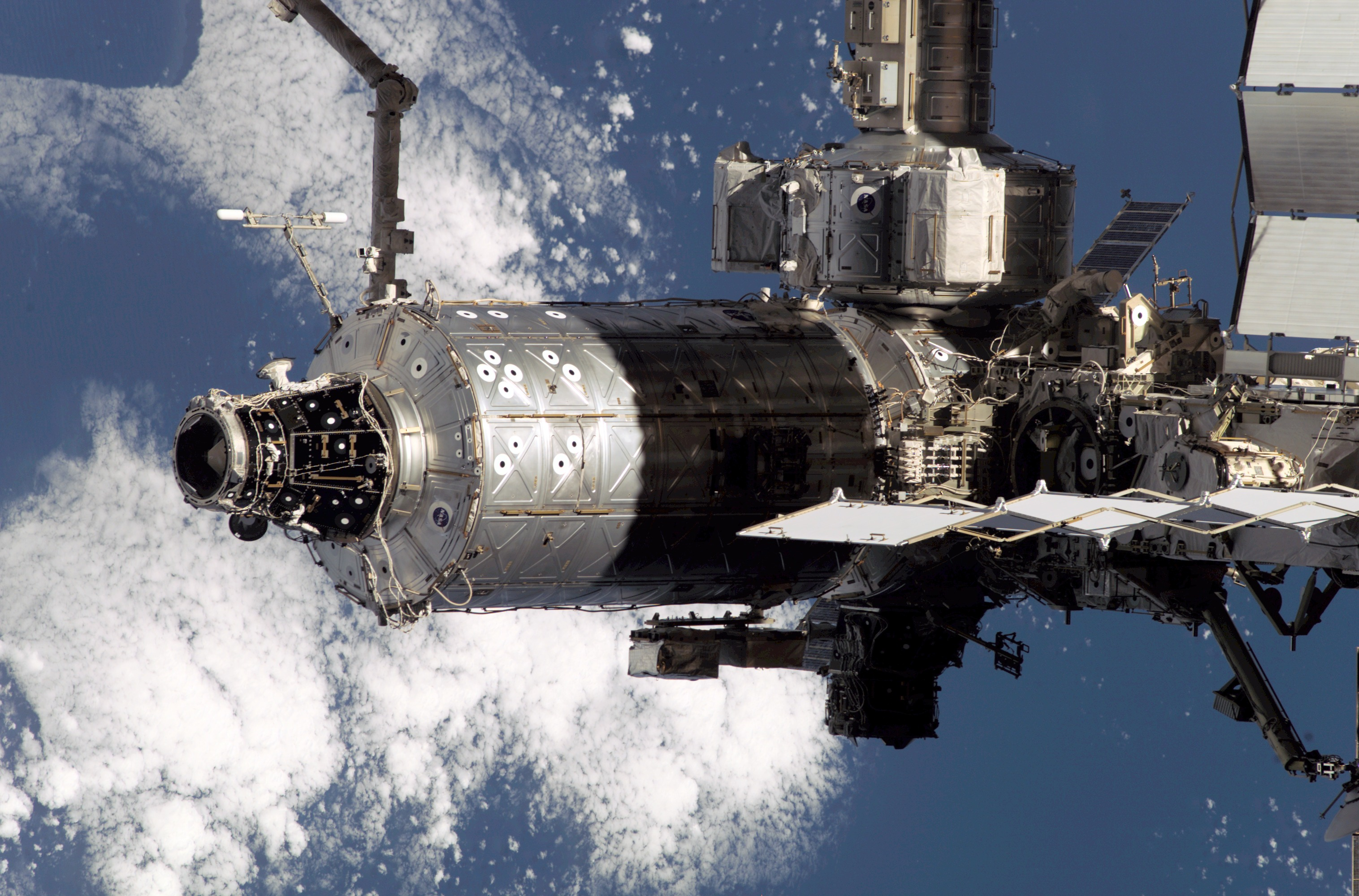
Модуль «Дестини» пристыковывается к МКС

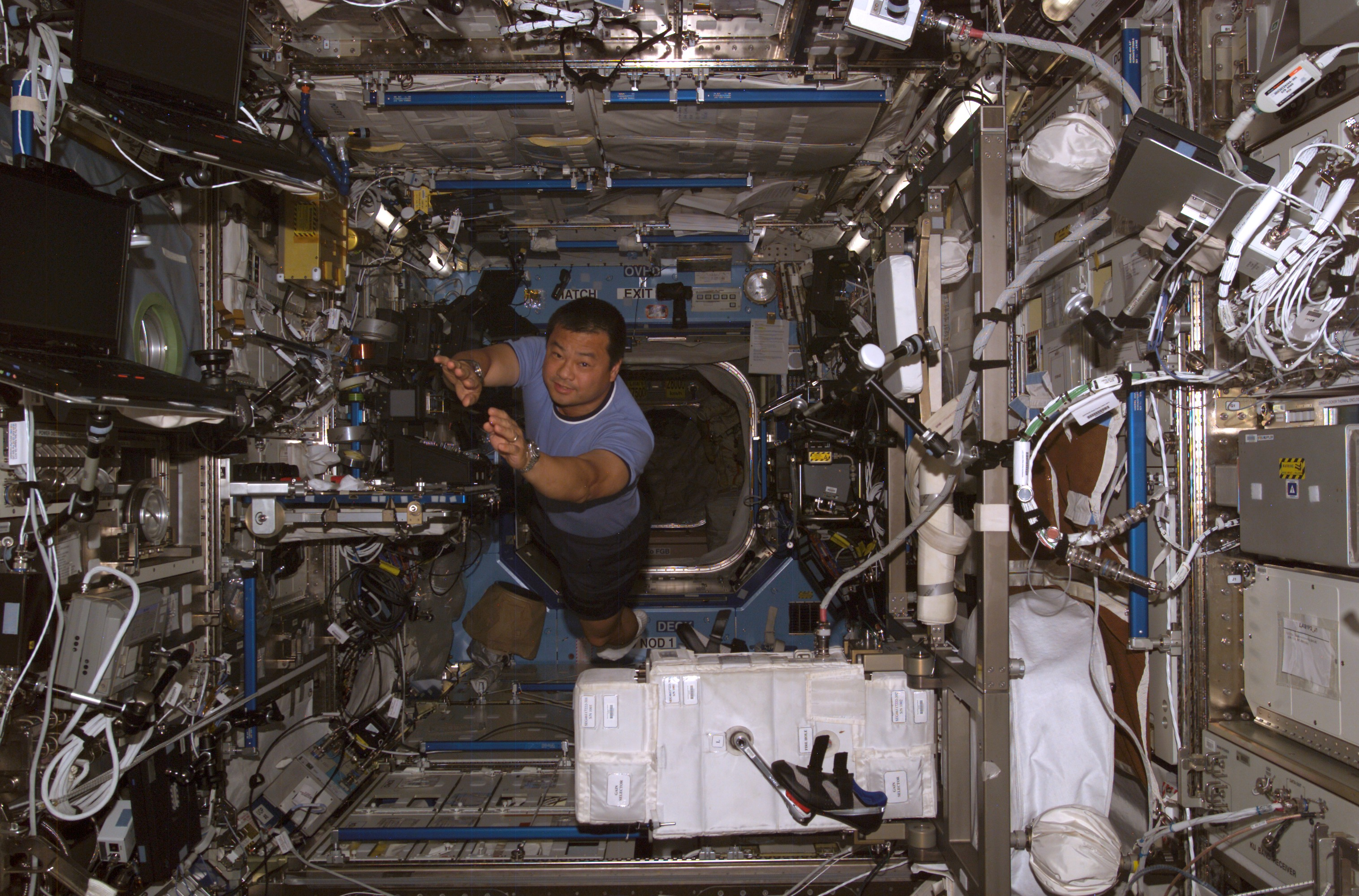
Астронавт Лерой Чиао внутри лабораторного модуля «Дестини» (31 октября 2004 года)

«Де́стини» (англ. Destiny, судьба; полное название Destiny Laboratory Module — лабораторный модуль «Дестини») — американский научный модуль Международной космической станции. Он был присоединён к переднему порту модуля «Юнити» экипажем шаттла «Атлантис» в ходе миссии STS-98. 9 февраля 2001 года начал полностью функционировать. Этот модуль стал первой постоянной орбитальной лабораторией НАСА со времени работы станции «Скайлэб», последний экипаж на которой находился в феврале 1974 года.
Американский научный модуль имеет 8,5 метров в длину, 4,3 метра в ширину и изготовлен из алюминиевых сплавов. Он состоит из трёх цилиндрических секций и двух оконечных урезанных конусов, которые содержат герметичные люки, используемые экипажем для входа и выхода из модуля. «Дестини» пристыкован к переднему стыковочному узлу модуля «Юнити».
Как и в запланированных для МКС европейских и японских лабораториях, научное и вспомогательное оборудование внутри модуля «Дестини» смонтировано в так называемых международных стандартных стойках полезной нагрузки (англ. International Standard Payload Racks, ISPR). Каждая стойка весит около 540 килограммов. «Дестини» прибыл к МКС с пятью стойками ISPR содержащими систему жизнеобеспечения которая обеспечивает электроснабжение, снабжение охлаждающими жидкостями, очистку воздуха, а также контроль температуры и влажности в модуле. Семь дополнительных блоков были доставлены на модуль «Дестини» в многоцелевом модуле снабжения «Леонардо» во время миссии STS-102, и ещё десять были постепенно доставлены в ходе других полётов.
Четыре отнесённые опоры предоставляют трассы для трубопроводов и кабельной сети, которые соединяют отдельные стойки во всей лаборатории. В целом, «Дестини» содержит 23 стойки ISPR — по шесть на правом, на левом борту и потолке, и пять на полу.
В герметичном модуле астронавты могут выполнять исследования в различных областях научных знаний. Учёные всего мира смогут использовать результаты этих экспериментов для своих работ в медицине, технологии, биотехнологии, физике, материаловедении, и изучении Земли.
Компания «Боинг» начала строительство 14,5-тонной, современной научной лаборатории в 1995 году, в цехах Космического центра Маршалла, расположенного в Хантсвилле, штат Алабама. В 1998 году модуль «Дестини» был доставлен в Космический центр Кеннеди во Флориде и проходил предполётную подготовку до августа 2000 года. 7 февраля 2001 года модуль был запущен к МКС на борту шаттла «Атлантис» с миссией STS-98.

## Технические характеристики
| Параметр                          | Значение  |
| --------------------------------- | --------- |
| длина по концам стыковочных узлов | 8788 мм   |
| длина гермокорпуса                | 8534 мм   |
| максимальный диаметр              | 4445 мм   |
| герметичный объём                 | 117 м³    |
| стартовая масса                   | 14 056 кг |